# 顏嘉會
顏嘉會（1514年—？），字子亨，號衡厓，湖廣長沙府攸縣人，民籍，明朝政治人物。

## 生平
嘉靖十三年（1534年）甲午科湖廣鄉試第五十一名舉人。嘉靖十七年（1538年）中式戊戌科會試第一百五十二名，登第三甲第十九名進士。授金坛县知县，調河南固始县，歷官福建按察司延平分巡佥事、江西佥事、湖广布政使司参议、雲南副使。

## 家族
曾祖顏夔，景泰甲戌進士，官泰和知縣；祖父顏選，衛經歷；父顏守忠，正德甲戌進士，官四川巴縣知縣。母鍾氏。重庆下。